# Ara kobaltový
Ara kobaltový nebo také ara Learův (Anodorhynchus leari) je druh papouška.

## Taxonomie
Dlouho nebylo jasné, jestli jde o samostatný druh a jestli není vyhynulý, dokud Helmut Sick v roce 1978 neprozkoumal jejich hnízdiště ve státě Bahia. Druh dostal název podle básníka a malíře Edwarda Leara. Počet kusů žijících v přírodě se odhaduje na 750. Ara kobaltový je ohroženým druhem, na který se vztahuje Úmluva o mezinárodním obchodu s ohroženými druhy volně žijících živočichů a planě rostoucích rostlin.

## Popis
Dosahuje délky 70–75 cm a váhy okolo 950 gramů. Obě pohlaví mají peří modře zbarvené a okolo očí a kořene zobáku světle žlutou lysinu. Od blízce příbuzného ary hyacintového se liší menší velikostí a tmavším zbarvením. 

## Výskyt
Obývá pouze dvě lokality v krajině caatinga na severovýchodě Brazílie. K hnízdění využívá nory v pískovcových skalách. 

## Hnízdění
Období rozmnožování trvá od prosince do května, samice klade jedno až dvě vejce. Pohlavní zralosti dosahuje ara kobaltový ve věku dvou až čtyř let, dožívá se padesáti let. 

## Potrava
Živí se převážně semeny palmy Syagrus coronata. 

## Chov v zoo

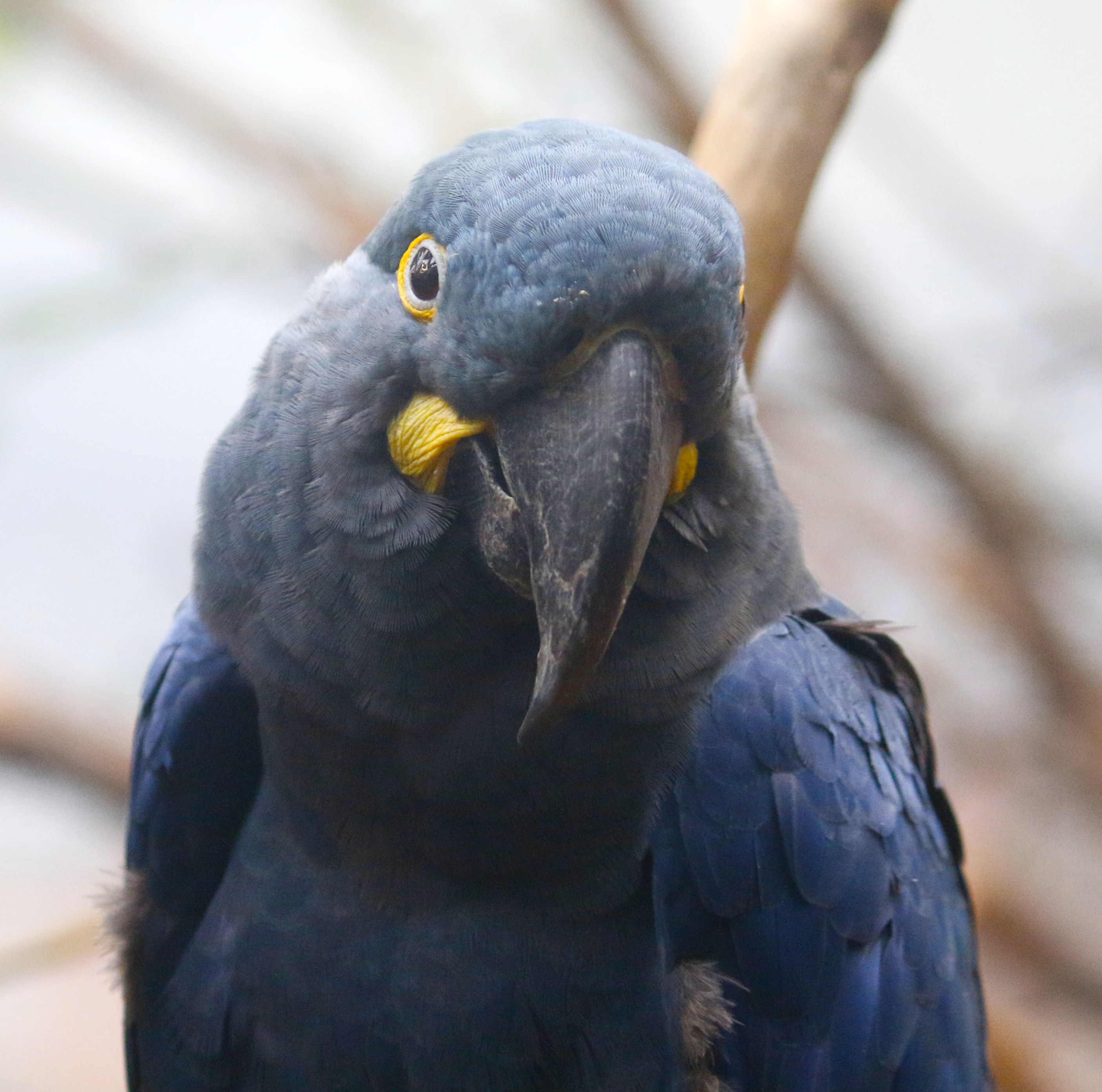
Ara learův v Zoo Praha

Ara kobaltový patří k extrémně vzácně chovaným druhům. V září 2019 byl chován v pouhých čtyř evropských zoo. Evropský prvoodchov se podařil v areálu Loro Parque na Tenerife v roce 2007. Mezi chovateli tohoto druhu je také česká Zoo Praha.

### Chov v Zoo Praha
V Zoo Praha je ara Learův chovaný od roku 2010. Jednalo se o tři zabavené jedince. V roce 2015 byli získáni samec a samice. Na počátku roku 2018 tak zoo chovala čtyři samce a jednu samici. V průběhu roku 2018 však došlo k několika změnám v chovu tohoto druhu. Byli dovezeni jeden samec a dvě samice a odvezeni tři samci a jedna samice, čímž se podařilo vytvořit dva páry.
V návštěvnické expozici je k vidění od září 2019 v novém Rákosově pavilonu exotických ptáků v dolní části zoo. Jedná se o hlavní druh biotopové expozice Caatinga, která mj. zachycuje, že papoušci nežijí jen v deštných lesích. Příběh ohrožení a ochrany tohoto druhu připomíná Zoo Praha v rámci kampaně Vzácní a jedineční.